# 觜崎ノ屏風岩

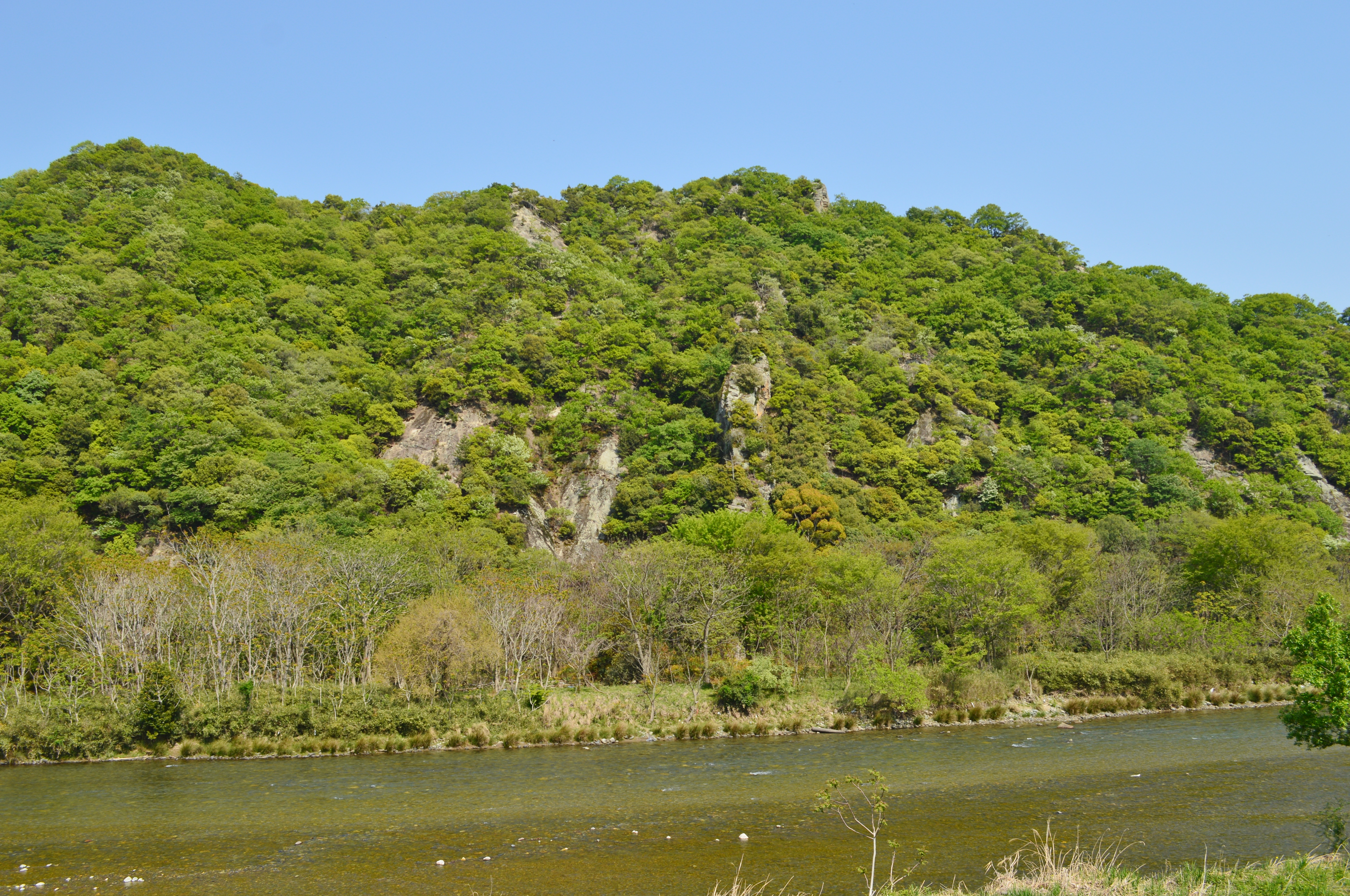
觜崎ノ屏風岩。2017年4月30日撮影。

觜崎の屏風岩（はしさきのびょうぶいわ）は、兵庫県たつの市の地形である。標高約160メートルの鶴觜山（つるはしやま）が揖保川に接する側に露出した、流紋岩質の凝灰岩に石英安山岩が貫入した後、硬い石英安山岩が侵食から取り残されて形作られた帯のように見える岩脈である。国の天然記念物に指定されている。

## 形状
姫新線の揖保川鉄橋から見て少し上流側の左岸に川底から鶴觜山に向けて一筋の岩の帯が立ち上がっている場所がある。これが觜崎の屏風岩である。したがって全体像を観るためには揖保川鉄橋よりも少し上流側の揖保川の右岸が適する。觜崎の屏風岩は鶴觜山の流紋岩質の凝灰岩の中に石英安山岩が貫入して固まって出来た岩脈である。この岩脈は地表に現れている部分だけで長さ約140メートルに達し、幅は約6メートルある。

## 性質
觜崎の屏風岩は全体的に熱水による変性を受けており、一部には柱状節理も見られる。この岩脈は周囲の岩石よりも硬いために風化や水などによる侵食に強いので、岩脈が削り残されて現在の形になった。

## 保護
觜崎の屏風岩は1931年に天然記念物に指定された。この付近は姫津線（現:姫新線）として1931年から1932年にかけて鉄道が建設された。姫津線の建設当初の計画では、この岩脈を切り通す予定だったものの、景観保存のために短いトンネルで抜けた。